# Antonio Perego
Antonio Perego (Paderno Dugnano, 23 gennaio 1951) è un ex calciatore italiano, di ruolo difensore.

## Caratteristiche tecniche
Inizia la carriera da mediano per poi trasformarsi in libero.

## Carriera
Cresce calcisticamente nel Varese e viene spedito al Verbania in prestito in Serie C a vent'anni nel 1971. Dopo due campionati da titolare sul Lago Maggiore torna a Varese dove con Pietro Maroso allenatore esordisce in Serie A il 10 novembre 1974 a Firenze nella gara persa per 2 a 0 dal Varese contro la Fiorentina.
Retrocesso in Serie B i lombardi, Perego rimane per altri due campionati per poi passare, nel 1977, alla SPAL allenata da Mario Caciagli in Serie C. A Ferrara gioca titolare e trova anche la via del gol. Promossa la SPAL in Serie B, Perego viene confermato anche l'anno successivo per poi tornare in Serie A nel 1979 con il Bologna in cambio di Oriano Grop, Oriano Boschin e Gian Pietro Tagliaferri risentendo di alcuni problemi muscolari e giocando solamente le ultime 2 gare per i felsinei allenati da Marino Perani, riuscendo a segnare il gol della bandiera l'11 maggio 1980 in una partita casalinga vinta dal Torino per 2 a 1.
Passa quindi al Cesena e conquista la promozione nella massima serie con i bianconeri allenati da Osvaldo Bagnoli e nel 1982 ritorna a giocare in Serie A, per la prima volta da titolare (25 presenze e 2 reti), nella stagione 1982-1983. Passa quindi in Serie C1 con il Lanerossi Vicenza in Serie C1 nel 1983 quindi all'Alessandria chiudendo con i grigi, nel 1985, con il calcio professionistico.
In carriera ha totalizzato complessivamente 30 presenze e 3 reti in Serie A e 112 presenze e 7 reti in Serie B.

## Palmarès

### Competizioni nazionali
- Campionato italiano di Serie B: 1

Varese: 1973-1974
- Campionato italiano Serie C: 1

SPAL: 1977-1978 (girone B)